# Soule (provincia)
Soule o Zuberoa (en euskera suletino: Xiberua o Xiberoa) es el territorio histórico más pequeño y menos poblado del País Vasco francés, situado en el valle del Saison (Uhaitzako Arana), en el departamento francés de los Pirineos Atlánticos.
Se trata de las tres regiones del País Vasco francés, es decir, un territorio de características culturales, antropológicas y etnográficas comunes, singularmente la presencia del euskera. El conocimiento y uso del euskera en el territorio es alto, aunque menor entre la población joven.
Las comunas que lo componen formaban parte de los cantones de Mauléon-Licharre y Tardets-Sorholus, en el distrito de Oloron-Sainte-Marie, y Saint-Palais, en el de Bayona; hasta 2015, en que las cuarenta y cuatro comunas pasaron a formar parte de los nuevos cantones de Montaña Vasca, País de Bidache, Amikuze y Ostibarre, Oloron-Sainte-Marie-1 y Corazón de Béarne, manteniéndose la denominación de los distritos.
Adicionalmente, los municipios que se consideran pertenecientes a este territorio histórico y forman parte del distrito de Oloron-Sainte-Marie se han asociado en una mancomunidad de municipios, llamada Communauté de communes de Soule-Xiberoa. Los pertenecientes al de Bayona, por su parte, están integrados en la Communauté de communes d'Amikuze.
La capital histórica es Mauleón-Licharre, resultado de la fusión de los municipios de la ciudad de Mauleón y la localidad de Licharre en 1841.

## Toponimia
En el año 636 aparece la « vallis Subola » en la Crónica de Fredegario, probablemente adaptación del euskera Zuberoa al latín. Entre los siglos X y XV aparecen generalmente las formas Soula, Sola, Solla, Seula, Seule o Sole.
Tanto en gascón como en el extinto romance navarro se conoce al territorio como Sola, de donde tanto el castellano tomó la forma Sola, utilizada durante la Edad Moderna pero caída en desuso. El francés hizo lo propio con Soule, que es la forma actualmente utilizada en castellano junto con Zuberoa.
Las voces romances parecen ser una adaptación del vasco Zuberoa, forma recomendada por Euskaltzaindia, si bien localmente se usan las formas Xiberoa, Xiberua o derivados.
Su gentilicio es suletino, suletina o zuberotarra, en este último caso aplicable tanto al masculino como al femenino.

## Geografía

### Orografía
En Soule se distinguen tres tipos de paisajes: en el norte predominan tierras bajas y llanas; la zona central es más montañosa, con amplias áreas boscosas; y en el sur, en la región de Basabürü, se encuentran los montes Ahüñemendi o Pirineos, así como parte del bosque de Irati, que se extiende por las tierras de Larraine.
El monte Orhi es el más alto de Soule (2.017 m, en Larraine). En los Pirineos, Orhi es el primer pico occidental que supera los 2.000 metros y es el cuarto más alto de todo Euskal Herria, tras el Pico de los Tres Reyes, Ezkaurre y Arlas, todos ellos situados en Navarra. Otsogorrigaina (1.922 m) y Sardekagaina (1893 m) son el segundo y tercer monte más altos del país, respectivamente. En total, hay 27 cumbres en Soule que superan los 1000 metros.

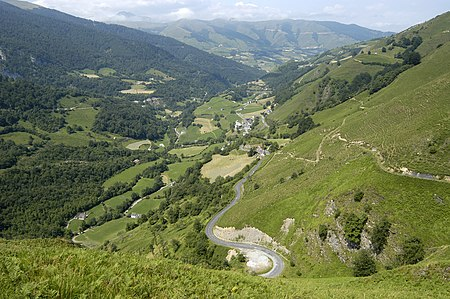
Vista de Sainte-Engrâce

En la zona de Basabürü se encuentran, además, algunas de las gargantas o desfiladeros más espectaculares de Euskal Herria, como el de Holtzarte, en Larraine, y el de Kakueta, en Sainte-Engrâce.

### Hidrografía
El Ühaitza es el río principal de Soule (en dialecto suletino, a los ríos se les llama "ühaitza"). Tiene 60 km de largo y se forma en Ligi, donde se unen los ríos Ühaitza de Larraine y de Santa Garazi, que descienden de los Pirineos. Recibe las aguas de los ríos Aphurra y Gesalia por la derecha, más al norte, y se une al río Olorón en la ciudad bearnesa de Sauveterre-de-Béarn, en su camino hacia el río Adur. Otros arroyos que desembocan en el río Olorón también nacen en el norte de Soule.

### Clima y la vegetación
En Soule, el clima y la vegetación influyen mucho en el paisaje de la región. El clima de Soule es atlántico, generalmente templado y húmedo. La precipitación media anual es alta, entre 1.800 y 2.000 mm, lo que aporta una gran humedad al territorio. En cambio, en la zona montañosa del sur, el clima es alpino, con temperaturas más bajas y inviernos más rigurosos.
La vegetación es muy abundante en Soule, especialmente en las zonas central y sur, donde predominan los bosques. A altitudes entre 1000 y 1300 metros crecen robles y hayas, formando grandes bosques. Por encima de los 1300 metros, destacan los abetos y los pinos, especialmente en los alrededores de Santa Garazi Irati. Otras especies de árboles que se encuentran en Soule son típicas de las regiones atlánticas, lo que hace que la vegetación sea rica y diversa.
Es decir, la relación entre el clima y la vegetación crea un paisaje rico y variado en Soule, con montañas y densos bosques.

## Historia

### Prehistoria
Las huellas humanas más antiguas encontradas en tierras de Soule datan del Paleolítico superior (25 000 a. C. - 9000 a. C.). Los yacimientos más importantes de esta época en Soule son Etxeberriko Karbia y Sasixiloaga, ambos en Aussurucq, así como Gatzarria, en Camou-Cihigue. En la cueva de Etxeberriko Karbia se han hallado impresionantes pinturas rupestres.
También se han encontrado restos del Mesolítico y del Neolítico, especialmente en la región de Basabürü. Entre los monumentos funerarios del Neolítico y la Edad de los Metales, abundan los túmulos, mientras que los crómlech, dólmenes y menhires son más escasos. Un yacimiento destacado de la Edad del Hierro se encuentra en Larrau, y en Basabürü también hay numerosas fortificaciones que datan del siglo V a. C.. Uno de estos fuertes fue la base sobre la que se construyó el castillo de Maule.
Según los historiadores romanos, como Julio César, en el siglo I a. C. habitaba en las tierras que hoy corresponden a Soule un pueblo llamado sibusate (aunque otros, comenzando por Plinio el Viejo, lo llamaban sibyllate o sibulate). Este pueblo era de origen vascón y pertenecía al mismo linaje que los tarbelos.

### Los romanos en Soule
Soule fue conquistada por Augusto para el Imperio Romano. En el año 19 a. C., Augusto finalizó la conquista de los territorios de Aquitania, y el territorio de los "suburati" quedó integrado dentro de esa provincia romana. Los antiguos habitantes de Soule se encontraban entre dos vías principales que atravesaban los Pirineos: la que iba de Astorga a Burdeos, pasando por Ibañeta (Ab Asturica Burdigalam), y la que conectaba Jaca con Olorón, a través del Somport. También existía una calzada secundaria que cruzaba Soule de oeste a este, desde Donazaharre hasta Olorón. La influencia romana en lo que hoy es Soule no fue muy grande. Entre los restos dejados por los romanos destaca un altar encontrado en la capilla de la Magdalena en Atharratze (una inscripción en piedra hallada allí menciona el culto a una deidad doméstica llamada Herauscorritsehe).
En el siglo I d. C., cuando se creó la provincia de Novempopulania o de los vasco-aquitanos, los "suburati" se separaron de los tarbelos y quedaron bajo el dominio de la ciudad de Olorón. En el siglo IV d. C., cuando se reorganizó Novempopulania en doce civitas o ciudades principales en lugar de los nueve oppida anteriores, Soule continuó ligada a la ciudad de Olorón, junto con los valles de Aspe y Ossau. En esa época, todos los pueblos de ese territorio eran vascos (de hecho, el euskera sobrevivió en los alrededores de Olorón hasta el siglo XX), y desde el siglo VI comenzó a extenderse poco a poco el latín local (posteriormente, el gascón bearnés), desde las ciudades de Novempopulania hacia las zonas llanas y, posteriormente, hacia las montañas del Pirineo central. Sin embargo, el pueblo de Soule mantuvo el euskera, y cuando Olorón se convirtió en una de las principales ciudades del Bearne, las fronteras de Soule marcaron el límite noreste del euskera (incluyendo pueblos en Bearne que siguieron siendo vascoparlantes durante mucho tiempo).
En cualquier caso, Soule ha estado históricamente vinculada a la ciudad de Olorón

### Los francos en Soule
A comienzos del siglo V, los pueblos bárbaros comenzaron a cruzar los Pirineos de norte a sur, pero no parece que ocurrieran eventos significativos en la zona de Soule. Los visigodos, que primero se establecieron en Toulouse en Occitania y luego en Hispania, tampoco ejercieron una influencia directa en Soule. Sin embargo, la situación fue diferente con los francos.
Después de la Batalla de Vouillé en 507, los francos se impusieron en las regiones de Toulouse y Burdeos, extendiendo su dominio hasta las laderas de los Pirineos. Las tierras de los vascos quedaron bajo amenaza, aunque no se detecta una presencia franca significativa en Soule durante el siglo VI. Los francos se asentaron principalmente en las orillas del río Garona y no penetraron profundamente en Soule. Los vascos del antiguo territorio de Aquitania resistieron tanto a los francos al norte como a los visigodos al sur.
En el siglo VII, para controlar a los vascos, los francos crearon el Ducado de Vasconia, y en el 630, el rey franco Dagoberto estableció el Reino de Aquitania con el mismo propósito. Sin embargo, los vascos no aceptaron esta situación y, en 636, derrotaron a un ejército franco en Soule. Hacia 660-670, Lupo (Lupo Otsoa) fundó un reino independiente en Novempopulania, que agrupó a varios obispos de la región, incluido el de Olorón. En estos siglos (VII-VIII) comenzó a formarse el territorio que más tarde sería conocido como Soule.
En el siglo VIII, los francos sometieron también a los vascos al sur de los Pirineos, y tras las batallas de Roncesvalles en 778 y 824, se crearon el Reino de Pamplona (824) y el Ducado de Vasconia (832). Las tierras de Soule quedaron integradas en este último, junto con el resto de los territorios vascos al norte del Bidasoa. Los gobernantes de Soule mantuvieron estrechas relaciones con el Reino de Pamplona.

### El Vizcondado de Soule y su Vínculo con Navarra
El Vizcondado de Soule, al igual que el de Labort, fue establecido en el año 1023 por Sancho III el Mayor de Navarra. Según Jean-Louis Davant, Sancho creó el Vizcondado de Labort para uno de sus libertos, en agradecimiento por los servicios prestados. Ambos vizcondados compartían el mismo símbolo heráldico, el león de Baskonia, que representaba su conexión con el Ducado de Baskonia, dirigido por Sancho Guillermo, tío de Sancho III. Con el tiempo, el lirio de los reyes de Francia se integró en el escudo de Labort, como ocurrió en otras regiones vascas que pasaron a estar bajo dominio francés.
El primer vizconde de Soule, Guillermo Dat o Fort, pertenecía a la corte de Sancho Guillermo y ocupaba un lugar destacado entre los príncipes de la región. A la muerte de Sancho III el Mayor en 1035, el Ducado de Aquitania intentó reclamar el control sobre Soule y otros vizcondados vascones. Sin embargo, estos territorios pirenaicos occidentales lograron mantener una mayor independencia debido a su aislamiento geográfico y a las relaciones familiares y políticas que tenían con el Reino de Navarra.
El hijo de Guillermo Dat, Raimundo Guillermo, conocido como "Salamace", asumió el título de vizconde en 1040. Raimundo protagonizó un episodio trágico al asesinar al conde del Bearne, Centulo IV el Viejo, lo que desató una enemistad entre ambas casas. No fue hasta 1078 que logró reconciliarse con el hijo del conde asesinado y retornar a Soule, bajo la condición de que brindara apoyo militar, excepto en guerras contra el rey de Navarra, su soberano, o el conde de Gascuña.
El tercer vizconde de Soule, Guillermo Fort II, tuvo que enfrentar al conde del Bearne, quien intentaba expandir su influencia sobre Soule, apoyado por el conde de Gascuña. Aunque esta lucha duró varios años, el vizconde logró mantener la autonomía de Soule. El cuarto vizconde, Gassion (probablemente "Gartzia On", según Davant), fortaleció aún más la relación con Navarra. Hacia 1120, se puso al servicio del rey navarro Alfonso I el Batallador, casando a su hijo Oier I con una princesa navarra, lo que garantizó la continuidad de la casa vizcondal en Soule.
La posición geográfica de Soule, entre Navarra y Bearne, la obligaba a mantener una política oscilante entre ambas potencias. El historiador Manex Goyenetche, en su Historia General del País Vasco, menciona el Libro Rojo del Cartulario de Dax, que describe cómo los vizcondes de Soule consideraban al rey de Navarra como su verdadero soberano, aunque a menudo se veían forzados a negociar también con el poderoso vizconde de Bearne.
En 1120, Alfonso I el Batallador recompensó la lealtad del vizconde de Soule otorgándole el Señorío de Belorado, en Burgos. Durante su reinado, también se construyó el actual castillo de Mauleón sobre los restos de una fortaleza anterior, probablemente de madera.
Finalmente, en 1166, el vizconde de Soule acudió a la corte de Sancho VI el Sabio en Olite para resolver una disputa con el vizconde del Bearne. Ambos señores eran súbditos del rey navarro, lo que facilitó la intervención del monarca en el conflicto, reafirmando la soberanía navarra sobre Soule.

### La Autonomía de Soule Bajo el Control Angevino y su Vínculo con Navarra
A partir de 832 y hasta 1058, Soule fue un territorio independiente, ligado por fuertes lazos familiares al Reino de Pamplona. En 1023, Sancho VI Guillermo, duque de Vasconia, creó el Vizcondado de Soule, nombrando a Guillermo Fort, vizconde de Lavedan, como su primer gobernante. Este vizcondado se mantuvo en una situación de autonomía relativa, aunque estaba constantemente bajo la codicia de los vizcondes de Dax y Bearne.
A lo largo del siglo XI, los vizcondes de Soule estrecharon sus relaciones con el Reino de Navarra para distanciarse del control de Bearne y enfrentarse a los excesos de los duques de Aquitania y Gascuña. Esto llevó a una situación en la que, durante mucho tiempo, los vizcondes de Soule aceptaron a los reyes de Navarra como sus señores, al igual que lo hacían con los duques de Aquitania y Gascuña.
En 1154, el Ducado de Aquitania se unió a la Corona inglesa a través del matrimonio de Leonor de Aquitania con Enrique II de Inglaterra. A partir de finales del siglo XII, los vizcondes de Soule se enfrentaron a los ingleses, aunque algunos señores locales decidieron apoyarles.
A finales del siglo XII, el duque de Aquitania, Ricardo Corazón de León, heredó el trono de Inglaterra tras la muerte de su padre, Enrique II Plantagenet, consolidando así el Imperio Angevino. Este imperio abarcaba vastos territorios, desde Inglaterra hasta partes importantes de Francia, como Aquitania y Gascuña. Ricardo contrajo matrimonio con Berenguela de Navarra, hermana de Sancho VII el Fuerte, lo que estrechó los lazos entre Inglaterra y Navarra. Este matrimonio también buscaba resolver la disputa territorial sobre el Ducado de Gascuña-Baskonia, que había sido una fuente de conflicto durante años.
Aunque Soule pasó formalmente a estar bajo el control del Imperio Angevino hacia finales del siglo XII, el Vizcondado mantuvo su autonomía en muchos aspectos. Seguía contando con un ejército propio y un vizconde, y además rendía vasallaje tanto al Reino de Inglaterra-Aquitania como al Reino de Navarra. A pesar de esta compleja dualidad de lealtades, Soule seguía asistiendo regularmente a las Cortes navarras, lo que subraya su vínculo político y cultural con el reino vasco.
En 1203, el noveno vizconde de Soule, Raymond Guillaume, fue testigo de un juramento de fidelidad entre Sancho el Fuerte, rey de Navarra, y el señor de Agramont, uno de los señores más poderosos de Lapurdi y Baja Navarra. Este juramento simbolizaba la importancia de las relaciones interregionales en una época de constantes conflictos y alianzas, en la que los señores de Soule buscaban preservar su autonomía mientras mantenían relaciones con potencias más grandes.
Tras la muerte de Sancho el Fuerte en 1234, el décimo vizconde de Soule, Raymond Guillaume V, juró lealtad a Teobaldo I de Navarra. Este juramento incluía una excepción notable: su lealtad no se aplicaría si el duque de Aquitania, que ya ocupaba Soule, entraba en conflicto con Navarra. Esto reflejaba la complejidad de la situación política de Soule, que permanecía en una delicada posición de equilibrio entre ambas potencias.
En 1244, Raymond Guillaume V renovó su juramento de fidelidad a Navarra, añadiendo una nueva cláusula: si el rey de Inglaterra invadía Navarra, el vizconde de Soule se comprometía a defender el reino. Este pacto evidencia cómo los vizcondes de Soule navegaban entre las potencias en juego, salvaguardando sus intereses territoriales y políticos a la vez que trataban de mantenerse leales a Navarra.
En 1252, Raymond Guillaume V, junto con el vizconde de Bearne, intentó rebelarse contra el control angevino e independizarse del Imperio. Sin embargo, la rebelión fracasó cuando el rey de Inglaterra envió a sus súbditos aquitanos para tomar el castillo de Mauleón, donde Raymond Guillaume había buscado refugio. Aunque logró resistir durante algunos años, finalmente murió en 1257 luchando contra el senescal inglés, Etienne Longue-Epée.
A pesar de la ocupación formal por parte de Inglaterra y Aquitania, Soule logró mantener su identidad y autonomía. No hubo una presencia constante de funcionarios ingleses en la región, y tanto el inglés como el occitano tuvieron una influencia limitada, mientras que el gascón y el euskera siguieron siendo las lenguas predominantes en la zona. Aunque Soule estaba vinculada políticamente a Aquitania, el vizcondado preservó su independencia cultural, manteniendo su propia estructura política y militar.
De este modo, el Vizcondado de Soule pasó por una serie de desafíos y tensiones, pero logró preservar su autonomía durante gran parte del periodo bajo dominio aquitano-inglés, mientras que sus vínculos con Navarra le permitieron resistir las presiones externas y mantener su identidad vasca.

### La Casa de Mauleón: Vizcondes de Soule y su Legado en Navarra
El primer registro del león de Soule como símbolo de los vizcondes data de 1274, cuando aparece en documentos vinculados al vizconde Oier de Mauleón. Oier III (1257-1309), hijo del anterior vizconde, fue el último en ostentar el título. Perteneciente a una influyente familia navarra, se rebeló en 1257, junto con el vizconde de Bearne, contra el control anglo-aquitano, pero tras perder la batalla, huyó a la corte de Navarra, bajo la protección del rey Teobaldo II.
Oier III, junto con Teobaldo II, participó en la Octava Cruzada, donde acompañaron a Luis IX de Francia, quien moriría en la expedición en Túnez. Teobaldo II también falleció, pero Oier III regresó con una reputación reforzada como gran guerrero. A su regreso, en 1299, aprovechando la guerra entre Francia e Inglaterra por Aquitania, Oier retomó el control de Soule y ocupó el castillo de Maule, donde además fundó la villa de Atharratze.
Sin embargo, en 1309 fue finalmente expulsado por el duque de Aquitania y rey de Inglaterra, Eduardo I, tras lo cual se refugió en Gascuña antes de volver a Navarra, donde fue nombrado alférez mayor del ejército y tenente de la villa de Rada. Aunque Soule mantuvo sus instituciones, el control inglés se hizo sentir con la presencia de delegados, como el caso de García-Arnaud de Ezpeleta, quien administraba en nombre de Inglaterra.
Los Mauleón fueron una de las familias más importantes del reino de Navarra hasta la conquista del siglo XVI. Participaron en la defensa del reino en la Batalla de Noáin (1521), portando el icónico león rampante rojo de Baskonia, que aparece en el Libro de Armería de Navarra.
Incluso tras la conquista española del sur de Navarra, parte de Soule se mantuvo como parte de Baja Navarra hasta su anexión forzosa a Francia en 1620, lo que marcó el fin definitivo del dominio navarro sobre la región.
En cuanto a su fortaleza, el castillo de Maule se erigió entre 1120 y 1122 bajo Alfonso I el Batallador. Posteriormente, sufrió modificaciones en el siglo XV para resistir la artillería. Se convirtió en un bastión clave para la defensa de la región y fue el refugio de los Mauleón en numerosas batallas.

### Conflictos entre linajes nobles y la conquista por la Corona francesa en Soule
A principios del siglo XIV, las fronteras de Soule quedaron definidas hacia Bearne y Amikuze, y los representantes de Soule ratificaron el tributo anual que debían pagar a la corona de Navarra. Desde 1307, el castellano de Maule, quien administraba el castillo, jugó un papel crucial en consolidar la influencia de las instituciones reales. A pesar de la creciente influencia de la corona, las instituciones originales del país permanecieron, y el castellano de Maule siguió siendo siempre alguien local o cercano, ya fuera de Soule, navarro o bearnés.
Durante el siglo XIV, las relaciones entre las coronas de Navarra e Inglaterra fueron generalmente buenas. Algunas casas nobles que se fortalecieron en Baja Navarra durante el siglo XIII, bajo la protección de ambos reinos, empezaron a tener una gran influencia en Soule a partir del siglo XIV. Carlos de Beaumont, castellano de Donibane Garazi, también fue castellano de Baiona y Maule al mismo tiempo. El poder de los Beaumont en Soule duró hasta 1449, y la familia navarra de los Beaumont de Lukuz adquirió el señorío de Atharratze en el siglo XV. Los conflictos entre las facciones nobiliarias de los Agramont y los Beaumont continuaron en Soule hasta finales del siglo XV, aunque las batallas más intensas tuvieron lugar poco antes de la conquista francesa.
Francia aprovechó esta situación caótica para apoderarse de Maule y de Soule. En 1449, las tropas francesas, lideradas por Gaston IV, vizconde de Bearne, sitiaron la ciudad de Maule. Tras conquistar Soule, Gaston IV continuó su campaña hacia Baiona.

### La sociedad y las instituciones de Soule desde la Edad Media en adelante
En el año 1520 se redactó el Kostüma de Soule (el fuero o recopilación de leyes antiguas de la región). Las instituciones mencionadas en este documento datan, en su mayoría, de principios del siglo XIV. En general, se puede decir que el sistema feudal no tuvo tanta fuerza en Soule  como en otros lugares, aunque los nobles, al igual que en Navarra, mantuvieron un considerable poder durante mucho tiempo. Antes de la Revolución Francesa, la sociedad de Soule estaba dividida en tres clases: los nobles, los representantes de la Iglesia, y los campesinos libres y dependientes (conocidos como botoy o fibater, quienes pagaban tributos).
El vizconde era el líder de los nobles, seguido por diez grandes terratenientes o potestat. En un rango inferior, estaban unos cincuenta aitonen semeak (nobles menores) y los kapare (nobles modestos). La jerarquía eclesiástica no tuvo una gran influencia en Soule, salvo por los capellanes mayores de Maule y los abades de algunos hospitales, ya que el obispo residía en Olorón. La mayoría de la población era campesina y libre, con derecho a portar armas y realizar transacciones comerciales. Los campesinos dependientes solían trabajar en las tierras de los nobles a cambio de tributos, aunque también podían estar bajo la protección de los campesinos libres. Además, los habitantes de las ciudades fundadas por decreto real no se regían por el fuero de Soule, sino por leyes propias.
En cuanto a las instituciones administrativas, políticas y judiciales de Soule, el castellano de Maule era el representante directo del rey y estaba bajo las órdenes del senescal de Gascuña. Presidía las reuniones de los Estados Generales de Soule y la Corte de Justicia de Lextarre, además de ser el comandante militar y responsable de la administración real (impuestos, tierras, etc.). Asimismo, supervisaba a los mezulariak (mensajeros o intermediarios entre el pueblo y el gobierno) y a los dos baileak (responsables de la seguridad pública) de Soule.
El territorio de Soule se dividía en tres mezutegiak (distritos): Pettarra en el norte, Arbaila en el centro, y Basabürüa en el sur. Cada distrito tenía su propio mensajero, aunque a veces había un solo mensajero para los tres. Cada mezutegi estaba a su vez dividido en pequeñas regiones llamadas dégairie, gobernadas por un dégan (delegado), y estas regiones incluían lugares como Lahüntze, Domintxine y Arüe en Pettarra; Arbaila Txipia y Arbaila Handia; y Ibarrezker e Ibarresküin en Basabürüa. Algunas ciudades, como Atharratze, Barkoxe, Hauze, Larraine, Maule, Muntori y Santa Garazi, estaban exentas de estas divisiones administrativas y elegían a sus propios concejales para participar en las reuniones conocidas como Zinbideta.
Las principales instituciones del pueblo eran los Estados Generales de Soule o Ordena Gortea, donde se reunían los representantes del pueblo, los nobles y los miembros del clero. Los nobles y los representantes de la Iglesia formaban lo que se llamaba el Grand Corps, mientras que los representantes de los campesinos y del tercer estado formaban la asamblea llamada Zinbideta (o Silviet en francés), que se reunía en el bosque de Irabarne. Los concejales o juratü eran los representantes de esta asamblea, que también elegía al síndico principal de Soule, quien actuaba como representante en la Corte de la Orden. Los dégans eran elegidos por los representantes de los campesinos libres de cada dégairie.
Además, existían las asambleas comunales y vecinales conocidas como igurbe, cuyos líderes eran elegidos para desempeñar funciones administrativas y judiciales en nombre del pueblo. En el ámbito de la justicia, la Corte de Lextarre era la principal institución judicial en Soule, presidida por el castellano de Maule, y compuesta por los diez grandes terratenientes y varios aitonen semeak (nobles menores), conocidos como jueces o jüjeak, quienes debían conocer el euskera. También había cortes especiales, llamadas faymidret, encargadas de resolver los problemas relacionados con las tierras sujetas a tributo, y estas eran dirigidas por los nobles.
Soule en los siglos XVI-XVIII
Soule fue conquistada en 1449 por Gastón IV, vizconde de Bearne, en nombre del rey de Francia, pero la Corona francesa no consolidó su control efectivo sobre el territorio hasta 1478. A pesar de este cambio significativo, los conflictos entre las facciones de los agaramonteses y beaumonteses continuaron en la región.
En 1555, Juana de Albret fue nombrada reina de Navarra y vizcondesa de Bearne, lo que hizo que Soule quedara bajo su dominio. Juana, partidaria de los hugonotes (protestantes), intentó imponer el calvinismo en sus territorios. Aunque tuvo cierto éxito en Bearne, la mayoría de la población de Baja Navarra y Soule permaneció fiel a la fe católica. Sin embargo, varios nobles, como las familias Ezponda, Bela y Zalgiz, adoptaron el calvinismo, mientras que los católicos se reunieron alrededor de la casa beaumontesa de Lukuze. Este ambiente de división reavivó los conflictos nobiliarios que habían comenzado en el siglo XV. En las zonas rurales, el protestantismo tuvo cierto apoyo en lugares como Sohüta, Ezpeize, Muntori y Zalgize, mientras que los católicos destacaban en la rica familia Maitia de Maule.
En 1566, Juana de Albret prohibió el culto católico, lo que provocó que muchos católicos de Soule huyeran a Bearne y Baja Navarra. La resistencia a las reformas religiosas de la reina fue fuerte en Soule, en parte debido a la arraigada lealtad a la fe católica y en parte a la histórica rivalidad entre Soule y Bearne. A pesar de los esfuerzos de Juana, para 1569 solo Bearne había adoptado completamente el protestantismo, y las guerras religiosas continuaron tras su muerte en 1571. Su hijo, Enrique III de Navarra, quien más tarde se convertiría en Enrique IV de Francia, mantuvo una política similar.
En 1620, los Estados Generales de Navarra y Bearne se reunieron en Pau, lo que incluyó a la Corte de Lextarre de Soule bajo la autoridad del Parlamento de Pau. Los representantes de Soule, liderados por figuras como Jakes Bela, Arnaut Oihenart y Gabriel Etxart, protestaron, pero en 1626 la Corte de Soule quedó finalmente bajo la jurisdicción del Parlamento de Burdeos. Durante este siglo, la identidad institucional de Soule se debilitó, y se produjeron abusos relacionados con las tierras comunales en beneficio del rey de Francia y los nobles ricos.
En 1640-1643, Arnaud-Jean Peyrer, hijo de un comerciante enriquecido al servicio del rey de Francia, comenzó a expandir las tierras de su familia en Soule. Tras hacerse con varios pueblos, compró las tierras reales de Soule a la Corona francesa y en 1643 se autoproclamó conde de Iruri. En 1661, los zuberotarras se rebelaron, liderados por el sacerdote Matalas. Aunque tuvieron cierto éxito al principio, las fuerzas reales francesas aplastaron la revuelta y se impuso la voluntad de la corona.
Durante el siglo XVIII, las instituciones de Soule se debilitaron aún más. En 1730, la asamblea del tercer estado (Zinbideta) perdió la capacidad de elegir a su síndico, y en 1776 la Corte de Lextarre fue suprimida, siendo reemplazada por el gobernador de Maule. Además, las cargas fiscales impuestas a los zuberotarras por la Corona francesa aumentaron considerablemente. En vísperas de la Revolución Francesa, los Estados de Soule habían perdido toda su autonomía.

### Soule desde la Revolución Francesa en adelante
Los habitantes de Soule recibieron con entusiasmo el comienzo de la Revolución Francesa, pero la situación se complicó tras la promulgación de la Constitución Civil del Clero. En mayo de 1789, los Estados Generales de Soule se reunieron y, al igual que en Labort, elaboraron un programa en defensa de las libertades antiguas y las instituciones de Soule. Además, solicitaron que la ciudad de Maule se convirtiera en la capital jurídica de Soule. Sin embargo, la nueva constitución francesa no consideró estas peticiones, lo que llevó a la completa desaparición de las instituciones tradicionales de Soule.
En 1790, Soule fue incorporada al recién creado departamento de los Bajos Pirineos, junto con las provincias vascas de Baja Navarra y Labort, y Bearne. A partir de ese momento, la historia de Soule quedó entrelazada con los grandes acontecimientos políticos de Francia.
Aunque la constitución de 1793 reconocía el derecho al voto para todos los hombres adultos, no fue hasta las elecciones posteriores a la revolución de 1848 que los hombres de Soule pudieron votar por primera vez. El sufragio universal masculino no se implementó completamente en Francia hasta 1871. Durante este tiempo, la política en Francia y en el País Vasco del norte estuvo dominada por las élites.
A pesar de que la derecha ha prevalecido en Soule desde 1830, la izquierda ha tenido más fuerza allí que en otras áreas del País Vasco francés, como Baja Navarra o el interior de Labort. Durante el siglo XIX, la economía de Soule siguió siendo principalmente agrícola y pastoril, aunque en Maule se desarrolló un sector artesanal fuerte, especialmente en la fabricación de alpargatas, con la apertura de las primeras fábricas en 1849. También existían ferrerías en lugares como Larraine, Santa Garazi y Muntori.
En términos sociales, la emigración afectó gravemente a Soule desde el siglo XIX, particularmente en el cantón de Atharratze, y esta tendencia continuó en el siglo XX. 
Impacto de las Guerras Mundiales y la Emigración en la Sociedad Rural de Soule
Durante la Primera Guerra Mundial, como en el resto de Francia, muchos jóvenes de Soule fueron enviados al frente. Las bajas entre los hombres jóvenes afectaron gravemente a la sociedad rural zuberotarra, ya que muchas familias perdieron a sus miembros más productivos. La guerra también aceleró los cambios económicos y sociales en la región, que estaba tradicionalmente vinculada a la agricultura y la ganadería. Al finalizar la guerra, Soule, al igual que muchas otras regiones rurales de Francia, experimentó una creciente emigración hacia las ciudades y hacia el extranjero, en particular hacia América Latina.
El periodo de entreguerras, Soule continuó siendo una región predominantemente rural, con la economía basada en la agricultura, la ganadería y la artesanía (en especial, la fabricación de alpargatas en Maule). Sin embargo, la región fue testigo de una disminución de la población, en parte debido a la emigración y en parte por los cambios sociales que ocurrían en Francia. Durante la Segunda Guerra Mundial, Soule , al igual que el resto de Iparralde (País Vasco francés), fue ocupada por las tropas alemanas tras la caída de Francia en 1940. Aunque la región no fue un centro importante de la Resistencia, algunos habitantes de Soule participaron en actividades de resistencia contra los nazis y en apoyo a la Francia Libre.

### Resurgimiento Cultural y Desafíos Económicos en Soule durante elsigloXX
La posguerra trajo consigo un periodo de reconstrucción en Soule, al igual que en toda Francia. Sin embargo, la economía de la región siguió siendo predominantemente rural, basada en la agricultura y la ganadería. En Maule, la producción de alpargatas, que ya tenía cierta importancia, creció, consolidándose como uno de los sectores industriales más relevantes del área. Este desarrollo industrial permitió una relativa modernización de la región, aunque muchos jóvenes siguieron emigrando a las grandes ciudades o al extranjero en busca de mejores oportunidades.
A partir de la década de 1960, la identidad cultural vasca en Soule empezó a resurgir con fuerza, en gran parte gracias a los esfuerzos por revitalizar el euskera y las tradiciones locales, como las pastorales. Estas son representaciones teatrales típicas de Soule que, durante este periodo, fueron recuperadas y puestas en valor como símbolo de la resistencia cultural vasca. Además, los movimientos nacionalistas vascos (abertzales) empezaron a tener una mayor influencia en la vida política y social de la región, aunque con menos intensidad que en otras áreas de Euskal Herria.
A lo largo de todo el siglo XX, la emigración siguió siendo una constante en Soule, con muchas familias que se trasladaron a América Latina, especialmente Argentina. No obstante, en las últimas décadas del siglo, algunos descendientes de estos emigrantes comenzaron a regresar a Soule, atraídos por el deseo de reconectar con sus raíces culturales y familiares.
Administrativamente, Soule estuvo más conectada con Bearne que con las otras provincias vascas del norte, como Lapurdi y Baja Navarra. Aunque las aspiraciones de crear un departamento vasco propio en Iparralde no se concretaron, la región comenzó a integrarse más en las estructuras del País Vasco francés, como la Cámara de Comercio de Baiona, y se discutió la posibilidad de incluirla en un departamento vasco en el futuro, impulsado por los movimientos abertzales.

### Soule y su Papel en la Historia de ETA
La historia de ETA en Soule, aunque menos intensa que en otras áreas del País Vasco, estuvo marcada por el uso de la región como refugio y punto de apoyo logístico. Su geografía montañosa y baja densidad de población la convertían en un lugar estratégico para el tránsito de militantes y el ocultamiento de armas y documentos. ETA utilizó estas características para resguardarse de las autoridades españolas y francesas, aunque no fue un centro importante de acciones violentas.
El apoyo que ETA encontró en Soule vino principalmente de redes locales simpatizantes con el nacionalismo vasco, aunque no siempre apoyaban la lucha armada. Esto reflejaba la naturaleza de Iparralde, donde la defensa de la cultura vasca y el euskera era un tema de gran importancia, pero la violencia de ETA generaba tensiones en la sociedad local. Algunas personas compartían el sentimiento nacionalista, pero no necesariamente respaldaban las tácticas violentas del grupo.
A lo largo de los años, las autoridades francesas, en colaboración con la Guardia Civil española, realizaron varias operaciones en Soule , buscando capturar a miembros de ETA o desmantelar sus redes de apoyo. Aunque no hubo tantas operaciones como en otras regiones, estas acciones sí marcaron la relación entre las fuerzas de seguridad y el movimiento nacionalista vasco en Soule.
Con el fin de la actividad armada de ETA en 2011, la situación en Soule cambió significativamente. La vida política y social se normalizó, y los esfuerzos del nacionalismo vasco se enfocaron más en la promoción de la cultura y el idioma vasco, especialmente en la preservación del euskera. Esto se ha convertido en una prioridad para la región, donde ahora las cuestiones culturales predominan sobre las antiguas dinámicas de conflicto.

### Soule en elsigloXXI: Cultura, Desafíos Económicos y Futuro
Una de las características más destacadas en Soule durante el siglo XXI ha sido la revitalización del euskera y las tradiciones culturales vascas. Desde principios del siglo, ha habido un esfuerzo concertado por preservar y promover el idioma, especialmente a través de programas de educación bilingüe y asociaciones culturales que trabajan en colaboración con otras provincias del País Vasco. Las pastorales, representaciones teatrales tradicionales de Soule, han experimentado un resurgimiento, y se consideran un símbolo importante de la identidad cultural de la región.
En el plano político, Soule ha estado cada vez más integrada en los debates sobre la autonomía de Iparralde dentro de Francia. En 2017, se creó la Comunidad de Agglomeración del País Vasco (CAPB), una entidad política que incluye a Soule, Lapurdi y Baja Navarra, lo que significó un avance hacia una mayor cohesión de las tres provincias vascas en el norte. Aunque esta entidad no tiene el poder de un departamento independiente, representa un paso hacia la representación unificada de los intereses vascos dentro del estado francés.
Soule ha seguido enfrentando problemas económicos y demográficos en el siglo XXI. La región sigue siendo predominantemente rural, con una economía basada en la agricultura y la ganadería, aunque el turismo ha comenzado a desempeñar un papel más importante. Sin embargo, como en muchas otras zonas rurales de Europa, Soule ha sufrido despoblación, especialmente entre los jóvenes que emigran en busca de mejores oportunidades en las ciudades. Esto ha llevado a esfuerzos locales para promover el desarrollo económico sostenible, así como a la búsqueda de nuevos modelos para revitalizar las áreas rurales y mantener a la población joven en la región.
El movimiento abertzale (nacionalista vasco) ha seguido presente en Soule, aunque con menos intensidad que en otras áreas de Euskal Herria. En el siglo XXI, los esfuerzos nacionalistas se han centrado principalmente en la promoción del euskera y la cultura vasca, en lugar de en la lucha por la independencia política. El cese de la actividad armada de ETA en 2011 contribuyó a un ambiente de mayor paz social, lo que ha permitido que los debates sobre el futuro de Soule y su relación con el resto del País Vasco y Francia se den en un tono más conciliador.
En los últimos años, Soule ha buscado nuevas formas de reinventarse en términos económicos. La agricultura y la ganadería, actividades tradicionales, han comenzado a integrar prácticas más sostenibles e innovadoras. El turismo, centrado en la riqueza natural y cultural de la región, se ha convertido en una fuente de ingresos importante. El senderismo por las montañas zuberotarras, la promoción de productos locales como el queso de oveja y la celebración de eventos culturales han ayudado a atraer a más visitantes.
El siglo XXI ha traído tanto oportunidades como retos para Soule. La región sigue buscando un equilibrio entre mantener sus tradiciones y cultura, y enfrentar los desafíos de la modernidad, como la despoblación, el cambio climático y la necesidad de diversificar su economía. La comunidad local trabaja para crear un futuro en el que la identidad cultural de Soulese mantenga fuerte, a la vez que se abre a nuevas oportunidades en un mundo globalizado.
En resumen, la historia reciente de Soule está marcada por la revitalización cultural, la integración en los esfuerzos políticos de Iparralde y el enfrentamiento a desafíos económicos que reflejan su carácter predominantemente rural.

## Economía
La economía de Soule (Zuberoa) ha estado tradicionalmente basada en la agricultura, la ganadería y la pequeña industria artesanal, con un fuerte vínculo a las prácticas tradicionales vascas. Aquí te explico en detalle las principales actividades económicas que han marcado la historia y el presente de la región:

### 1. Agricultura y ganadería
La economía de Soule ha estado históricamente centrada en la agricultura y la ganadería, como es común en muchas zonas rurales del País Vasco francés. Los agricultores locales se han dedicado principalmente al cultivo de cereales, hortalizas y viñedos, aunque el clima montañoso y el terreno accidentado de la región limita el tipo de cultivo extensivo.
La ganadería ovina es quizás el sector más relevante, con la producción de queso de oveja (fromage de brebis) siendo uno de los productos más emblemáticos de la zona. Este queso, conocido por su calidad, se produce de manera artesanal y representa un símbolo de la cultura pastoril que caracteriza a Zuberoa. Los pastores zuberotarras han mantenido una tradición ganadera que no solo está vinculada a la producción de lácteos, sino también al comercio de carne, especialmente la de cordero.

### 2. Producción de queso
La producción de queso de oveja es una de las actividades económicas más importantes y representativas de la región. Los pastores locales producen un queso muy apreciado en el País Vasco y más allá, con técnicas que han sido transmitidas de generación en generación. El queso producido en Soule suele tener un sabor fuerte y distintivo, debido a las características del pastoreo en las montañas y el clima de la región.

### 3. Industria artesanal
La fabricación de alpargatas ha sido una de las industrias más importantes en la región de Mauleón-Licharre, en el corazón de Zuberoa. Esta actividad tiene una larga historia en la economía local, con empresas familiares que han producido calzado artesanal durante siglos. La industria del esparto ha sido una fuente de empleo significativo, y aunque ha tenido altos y bajos, sigue siendo un símbolo de la economía artesanal de la región. La fabricación de alpargatas, especialmente las de Maule, ha trascendido las fronteras regionales y nacionales, llevándose a otras partes de Francia y del mundo.

### 4. Turismo rural
En las últimas décadas, el turismo rural ha ganado importancia como una fuente de ingresos para la región. La belleza natural de Zuberoa, con sus montañas, valles y bosques, atrae a turistas interesados en el senderismo, la naturaleza y la cultura vasca. Además, las pastorales y otros eventos culturales, que son representaciones teatrales tradicionales, son un importante atractivo turístico, ofreciendo una conexión única con las tradiciones culturales locales.
Zuberoa, y en particular Soule, ha sabido aprovechar este crecimiento en el interés por el turismo cultural y rural, atrayendo a visitantes que buscan escapar del ajetreo de las ciudades y disfrutar de la tranquilidad de los paisajes vascos. Este auge del turismo ha permitido el surgimiento de negocios relacionados con el hospedaje rural, gastronomía y productos locales.

### 5. Comercio transfronterizo
Dado que Soule está en una región fronteriza con España, el comercio transfronterizo ha tenido históricamente un papel importante en la economía de la región. Desde la Edad Media, las rutas comerciales entre Navarra y Bearne han permitido a los habitantes de Soule comerciar productos agrícolas y artesanales, contribuyendo a una economía diversificada.
La economía de Soule es una mezcla de tradiciones rurales, con una fuerte dependencia de la agricultura y la ganadería, y la modernización artesanal que ha visto cómo la producción de alpargatas y el turismo han comenzado a jugar un papel cada vez más importante en la región. Las raíces culturales siguen siendo una parte clave del desarrollo económico, con productos locales que simbolizan el vínculo entre la economía y la identidad cultural de Soule.

## Subdivisiones

### Comarcas de Soule
Las divisiones administrativas y territoriales de Soule (Zuberoa) han seguido un esquema tradicional que se remonta a varios siglos, organizándose principalmente en tres comarcas:
1. Pettarra (o Behe Zuberoa, también conocida como Barhoa) situada en la parte norte.
2. Arbaila, en el centro, que se subdivide en Arbaila Handia y Arbaila Txipia.
3. Basabürüa (también llamada Goi Zuberoa), en el sur, que se divide en Ibarrezker y Ibarresküin, según el lado del río Ühaitz donde se ubiquen.

### Organización administrativa
Desde el punto de vista administrativo, Zuberoa está dividida en cuatro cantones:
- Cantón de Maule, que incluye 19 municipios del norte.
- Cantón de Atharratze, que cubre 16 municipios del sur.
- Cantón de Donapaleu, con 7 municipios al noroeste.
- Cantón de Oloroe-Donamaria, que incluye el municipio de Eskiula.

En total, Zuberoa cuenta con 43 municipios, de los cuales los más poblados (según los censos de 1999) son:
Los últimos datos de población para los municipios principales de Zuberoa son los siguientes:
- Maule-Lextarre: En 2021, la población era de 2,950 habitantes()().
- Sohüta (Chéraute): La población se mantiene en torno a 1,100 habitantes, con 1,093 registrados en 2021()().
- Barkoxe: Tenía una población de 728 habitantes en 2021().
- Bildoze-Onizepea: Su población en 2021 era de aproximadamente 704 habitantes().
- Atharratze: Este municipio tenía 531 habitantes en 2021

### Administración anterior
La organización administrativa tradicional de Zuberoa se estructuraba en tres niveles, de acuerdo con los fuero del territorio. Esta estructura organizativa ha sido una parte esencial de su historia, especialmente durante la Edad Moderna, y se conoce como el sistema de mezutegiak (regiones de mensajeros):
1. Herriak: Son las aldeas o pueblos que forman la base del sistema territorial. Cada pueblo tenía su propia estructura local y representaba la unidad básica de organización.
2. Degeriak: Son valles o comarcas formadas por varios pueblos o parroquias. Cada degeria estaba compuesta por aproximadamente diez pueblos. Las degerias eran importantes porque representaban una unidad superior de organización territorial en la cual se resolvían temas relacionados con la justicia, la administración y la recaudación de impuestos. En total, Zuberoa tenía siete degerias.
3. Mezulari eskualdeak: Las regiones de mensajeros eran la máxima unidad de división territorial. Zuberoa se dividía en tres regiones de mensajeros o mezutegiak, que eran entidades superiores y servían para comunicar las decisiones de los nobles o el Gazteluzaina (capitán del castillo de Maule) a los diferentes valles o degerias.

#### Zuberoa estaba compuesta por
- Una ciudad: Maule, que era el centro administrativo principal.
- Seis burgos reales: Estos eran Atharratze, Barkoxe, Hauze, Larraine, Montori, Santa Grazi, que tenían un estatus especial y no formaban parte de las degerias.

#### Las siete degerias eran
- Dos en Basabürüa: Ibar Ezkerra y Ibar Esküina.
- Tres en Pettarra: Lahüntze, Arüe y Domintxine.
- Dos en Arbaila: Arbaila Handia y Arbaila Txipia.

Este sistema fue esencial para la organización política y territorial de Zuberoa hasta que fue abolido tras la Revolución Francesa en 1790. La figura del capitán del castillo de Maule (Gazteluzaina) era el representante del rey y tenía un papel crucial en la administración de justicia y en las reuniones de los Ordako Gortea y la Lextarreko Gortea.

### Fueros de Zuberoa
Los Fueros de Zuberoa fueron redactados en 1520 bajo el nombre de Zuberoako Kostüma. Aunque fueron escritos en ese año, es probable que incluyeran características y tradiciones de un sistema organizativo anterior. Estos fueros eran un conjunto de leyes y normas que regían la vida política y social de la región de Zuberoa, en el País Vasco francés, y garantizaban cierta autonomía frente al poder central.

#### Organización según los Fueros de Zuberoa
- El capitán del castillo de Maule (Gaztelüzaina) era el representante del rey de Francia y ejercía un poder considerable. Actuaba como presidente en el Ordako Gortea (asamblea de nobles) y también en el Lextarreko Gortea (tribunal de justicia).
- El capitán era responsable de nombrar a tres mensajeros (mezulariak) que transmitían las órdenes del rey en las diferentes regiones de Zuberoa. Además, designaba a los baileak (agentes de justicia) que se encargaban de hacer cumplir las decisiones del capitán y del tribunal de Lextarre.

#### Ordako Gortea y Zinbideta
- El Ordako Gortea era la asamblea más importante y estaba compuesta por nobles, clérigos (que actuaban en nombre del estamento eclesiástico), y representantes del Tercer Estado (los habitantes comunes). Los representantes del Tercer Estado formaban una asamblea llamada Zinbideta.
- La Zinbideta tenía un gran poder y elegía al síndico general de Zuberoa, quien actuaba como representante del Tercer Estado dentro del Ordako Gortea.

#### Representación territorial
- Cada degeria (valle o comarca) elegía anualmente, el 1 de mayo, a su degana o representante. Además, el capitán del castillo de Maule nombraba a un mensajero por cada región de mensajeros, encargado de transmitir las decisiones del tribunal de Lextarre.

Este sistema organizativo permaneció en funcionamiento hasta finales del siglo XVII, pero fue desmantelado con la llegada de la Revolución Francesa en 1790, que eliminó muchos de los sistemas de gobierno regional y foral en Francia.

### Diccionario de los fueros de Zuberoa
El escritor y académico de la lengua vasca Txomin Peillen Karrikaburu ha recopilado en su obra Euskara eta zuzenbide hiztegia Zuberoan (en formato PDF) un léxico específico del Fuero de Zuberoa, que fue prohibido durante la Revolución Francesa. Algunos de los términos más destacados del vocabulario son los siguientes:
- Abelhatsegarri: Regalo de ganado en una boda.
- Afios: Propiedad alquilada o vendida por el rey o un señor.
- Altxubide: Actualmente conocido como "bortübide", un tipo de derecho o camino.
- Bizkünte: Vizconde.
- Botoi: Terreno ligado a una propiedad noble o no noble.
- Degan: Cabeza de la degeria, representante de la comarca.
- Degeria: Comarca formada por unos diez pueblos o parroquias.
- Detxema: El diezmo eclesiástico.
- Detxemari: Recolector del diezmo.
- Erkida: Propiedad compartida de tierras o ganado.
- Erregebide: Actualmente llamado "bide berri", camino real.
- Etxama: Casa originaria de un grupo de dos o tres casas nuevas.
- Etxamendi: Monte cercano a la casa.
- Galerak: La prisión más severa o de los remeros.
- Gaztelüzain: Capitán o jefe del castillo de Maule.
- Hogeigerrena: Impuesto solicitado por los reyes pródigos del siglo XVIII.
- Iheska: Derecho de refugio en la montaña.
- Larrari: Impuesto que el pastor pagaba anualmente al propietario en forma de carnero.
- Laurdenkatu: Término relacionado con una fracción de propiedad.
- Lürdün: Propietarios de tierras, algunos nobles y otros no.
- Lextarreko Kortea: Tribunal principal de Zuberoa.
- Orda Kortea: Asamblea de nobles.
- Paster: Persona que alquila una tierra o finca.
- Potestatak: Los diez principales nobles de Zuberoa.
- Proküradore: Representante del rey en el tribunal.
- Sisak: Impuestos cobrados sobre los alimentos y bienes en Zuberoa (actualmente tasas).
- Üztapide: "Camino de la gavilla", en bearnés.
- Zainhoa: Garantía de los barrios del pueblo.
- Zinbideta: Asamblea del Tercer Estado en Zuberoa, responsable de elaborar normas y leyes.
- Zinegotzi: Diputado en la Zinbideta.
- Zuberoa: Nombre histórico del territorio hasta el siglo XVIII; hoy en día se usa el término Xiberoa en el dialecto local.

Este vocabulario especial refleja aspectos únicos de la organización política, económica y social de Zuberoa hasta la Revolución Francesa.

## Demografía
Soule (Zuberoa) es una de las tres provincias del País Vasco Francés y es conocida por tener una baja densidad de población en comparación con otras regiones de Euskal Herria. A lo largo de los siglos, la demografía de Soule ha experimentado cambios significativos, especialmente con una tendencia de descenso poblacional desde el siglo XIX.
Actualmente, Soule tiene una densidad de población de aproximadamente 17 habitantes por kilómetro cuadrado, una de las más bajas en el País Vasco Francés. La población de Soule ha sufrido una notable reducción debido a la emigración masiva a regiones más urbanas como Bearne, así como a ciudades más grandes fuera de la región, como París. Esto ha causado que muchos de sus pequeños municipios tengan dificultades para mantener sus servicios públicos, obligándolos a fusionarse con otros municipios para asegurar su viabilidad.
Los municipios más poblados de Soule incluyen Maule-Lextarre (Mauléon-Licharre), con alrededor de 3.347 habitantes, siendo el principal centro urbano y administrativo de la provincia. Otros municipios importantes son Sohüta (1.104 habitantes), Barkoxe (774 habitantes), Bildoze-Onizepea (743 habitantes), y Atharratze (590 habitantes). La región está caracterizada por su geografía montañosa, lo que limita en parte el crecimiento poblacional y facilita la emigración a otras áreas con mayores oportunidades económicas.
A pesar de estos desafíos demográficos, Soule ha mantenido una fuerte identidad cultural, con la preservación de sus tradiciones, como las pastorales y el uso del euskera, lo que ha contribuido a su carácter distintivo dentro del País Vasco Francés.

## Cultura e idioma

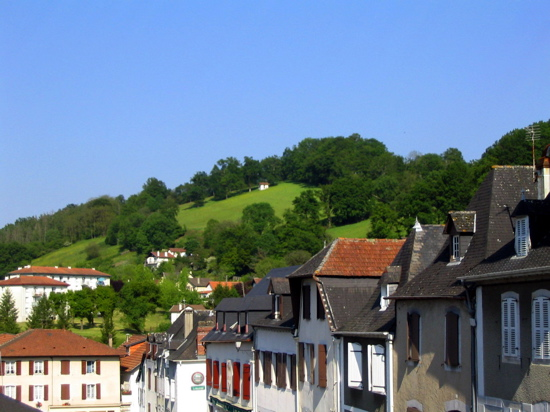
Mauleón-Licharre, capital de Soule.

En Soule existe una tradición de teatro musical folclórico, la llamada pastoral: los habitantes de los pueblos dedican todo el año a preparar y ensayar danzas y obras de teatro. Tradicionalmente, el tema de la obra era sobre todo religioso, pero desde hace poco se vienen representando también episodios de la historia de los vascos. 
El francés es la única lengua oficial, aunque también se habla euskera en su dialecto suletino (lo habla un 64% de la población de la provincia) y gascón. A pesar de que el euskera no es lengua oficial del territorio, existe cierto reconocimiento, que como en el resto del País Vasco francés permite las rotulaciones bilingües de las localidades. Soule ha sido una provincia bilingüe durante siglos debido a la proximidad del Bearn, cuya lengua, el bearnés, una variedad del gascón, ha influido mucho al suletino.
La identidad cultural vasca es elevada: el 71 % de los suletinos se declaran vascos, la tasa más alta de todo el País Vasco francés.

### Idiomas

#### Xiberotarra
El zuberoano o xiberotarra, dialecto del euskera hablado en Zuberoa y Eskiula, destaca por sus características fonológicas, léxicas y morfológicas influenciadas por el occitano bearnés. Aunque es muy homogéneo, se divide en dos variantes: la de Pettarra (norte) y la de Basabürü (sur). En algunas localidades, especialmente al norte, el dialecto se considera intermedio entre los dialectos de Amikuze y Zuberoa.
Es un dialecto que conserva ciertas características antiguas del euskera, similares a las del desaparecido roncalés, y muestra diferencias notables con otros dialectos del euskera, como el bizkaíno, especialmente en la fonética y el léxico.
Entre sus peculiaridades fonológicas, se destacan la evolución de las vocales y el uso de ü en lugar de u. Además, se han incorporado silbidos sonoros y consonantes que no se encuentran en otros dialectos. El acento se coloca generalmente en la penúltima sílaba, aunque hay excepciones para marcar singular y plural, o para destacar palabras particulares.
En la morfología, el zuberoano tiende a usar palabras sin artículo y tiene sufijos específicos como -OT, -XKOT y -SA para diminutivos y femeninos, y prefijos como ARRA- que son muy productivos.
Por último, el léxico del zuberoano incluye muchos préstamos del gascón y algunas palabras únicas de la región.

#### Gascón suletino
El gascón suletino (o gascon suletin) es una variedad del gascón, una de las lenguas de la familia occitana hablada en el suroeste de Francia. El gascón es hablado en gran parte de Gascuña, una región histórica que incluye Bearne, pero el gascon suletino es específicamente la variante hablada en la región de Soule (Soule en francés) en el País Vasco francés.
Características generales del gascón suletino:
1. Influencias del euskera: Una de las características más notables del gascón suletino es su contacto con el euskera, que ha influido en su vocabulario y, en menor medida, en su gramática. Este contacto ha sido constante debido a la proximidad geográfica y cultural entre los hablantes de ambas lenguas.
2. Fonología: El gascón suletino conserva muchas características del gascón clásico, como el uso de la f inicial, a diferencia de otras variantes del occitano que la transforman en h (por ejemplo, "fèbre" en gascón en lugar de "hèbre" en otras variantes del occitano). Sin embargo, también ha desarrollado peculiaridades fonológicas propias.
3. Vocabulario: Debido a la proximidad con el euskera, el gascón suletino ha adoptado palabras y expresiones del vasco. Esto es especialmente notable en palabras relacionadas con el entorno rural y la vida cotidiana. Además, muchas palabras suletinas tienen una raíz común con el euskera, lo que ha fortalecido las conexiones lingüísticas entre ambas lenguas.
4. Uso actual: Hoy en día, el gascón suletino ha sido desplazado en gran medida por el francés, especialmente en contextos formales. Sin embargo, sigue hablándose en algunas comunidades rurales y ha sido objeto de esfuerzos de revitalización y preservación, al igual que el euskera. La influencia del francés es también cada vez más evidente, tanto en el léxico como en la gramática del gascón suletino.

El gascón suletino, aunque minoritario, sigue siendo una parte importante del patrimonio cultural y lingüístico de la región de Soule. Al igual que otras lenguas minoritarias en Europa, enfrenta desafíos en su preservación, pero es apoyado por movimientos locales y programas que intentan mantener viva esta lengua en la vida cotidiana y en la cultura de la región.

#### Frances en Soule
El francés en Zuberoa, como en el resto de Iparralde (País Vasco francés), es el idioma oficial y predominante en todos los ámbitos de la vida pública y privada. A partir de la Revolución Francesa en el siglo XVIII, se promovió la francesización de todas las regiones del país, incluida Zuberoa, lo que afectó gravemente a las lenguas locales, como el euskera y el gascón. La implantación del francés como lengua principal en la educación, la administración y la vida cotidiana se ha mantenido hasta la actualidad.
Contexto histórico
Desde el siglo XIX, el francés ha sido el idioma de la administración, la justicia y la enseñanza en Zuberoa, en un esfuerzo del gobierno central para unificar lingüísticamente el país. A pesar de la resistencia de las lenguas regionales como el euskera suletino y el gascón suletino, el francés se consolidó rápidamente, especialmente con la obligatoriedad del sistema educativo en francés a partir de finales del siglo XIX.
Situación actual
Hoy en día, el francés es la lengua dominante en Zuberoa, utilizada en todos los niveles educativos, las instituciones, los medios de comunicación y las interacciones cotidianas. Aunque el euskera suletino y el gascon suletino siguen teniendo presencia en algunas comunidades, el francés es el idioma que predomina en la vida diaria de la población, especialmente entre las generaciones más jóvenes, que tienen un contacto limitado con las lenguas tradicionales.
Bilingüismo y revitalización
En la región, hay un notable esfuerzo de revitalización del euskera por parte de escuelas bilingües como las ikastolas, donde se enseña tanto en francés como en euskera. Sin embargo, el francés sigue siendo la lengua hegemónica en términos de educación oficial y medios de comunicación.
En resumen, el francés ha desplazado en gran medida a las lenguas regionales, pero existe un movimiento activo por parte de comunidades locales y programas educativos para mantener vivo el bilingüismo en Zuberoa.

### Gastronomía
La gastronomía de Soule (Zuberoa) refleja la tradición vasca y está muy influenciada por los productos locales, principalmente basados en la agricultura, ganadería y productos artesanales. Entre los platos más emblemáticos de la región, destacan:
1. Garbure: Un guiso tradicional del suroeste de Francia, que consiste en una sopa espesa a base de col, patatas y carne de cerdo o ave. En Zuberoa, se le suelen agregar verduras locales y ocasionalmente tocino o jamón de cerdo.
2. Axoa de ternera: Este plato típico vasco es popular en Soule, hecho con carne de ternera guisada y pimientos, acompañado de patatas. Es un estofado sencillo pero sabroso, muy común en las fiestas locales.
3. Piperade: Una mezcla de pimientos, cebollas y tomates cocidos, generalmente acompañada con huevos o jamón. En Soule, el pimiento de Espelette se usa para darle un toque picante.
4. Fromage de brebis: El queso de oveja es un producto muy característico de los pastores de Soule. Se produce de manera tradicional y tiene un sabor fuerte y característico que es muy valorado.
5. Pasteles y dulces: Destaca el gateau basque, un pastel relleno de crema o mermelada, muy típico en todo el País Vasco francés, incluido en Soule.

La cocina de Soule se basa en los productos naturales y la cercanía de los ingredientes, reflejando una fuerte identidad vasca y la herencia cultural de la región.

### Museos
En Soule (Zuberoa), hay varios museos y sitios culturales que reflejan la rica historia, tradiciones y patrimonio de la región. Algunos de los museos más destacados en la zona son:
1. Ecomuseo de la Pastoral Zuberoana (Ecomusée de la Pastorale Souletine):
  - Este museo se encuentra en la localidad de Sohüta y está dedicado a la pastoral, una forma teatral tradicional de Zuberoa. En este espacio se puede aprender sobre la historia de las representaciones pastorales y su importancia en la cultura local, así como sobre las técnicas y escenografías que se utilizan en estas actuaciones.
2. La Maison du Patrimoine de Mauléon:
  - Situado en Mauleón-Licharre, este museo ofrece una visión detallada sobre el patrimonio histórico y cultural de la ciudad y la región de Zuberoa. Aquí se pueden encontrar exhibiciones sobre la industria del esparto y su relevancia económica, así como la historia del castillo de Mauleón y la vida en la región a lo largo de los siglos.
3. Château de Mauléon:
  - Aunque no es un museo propiamente dicho, el castillo de Mauleón es un sitio histórico importante. Construido entre los siglos XII y XV, ofrece visitas guiadas que explican su historia como una fortaleza estratégica en los conflictos entre Navarra y Francia, además de su papel en la defensa de la región.

### Deporte
El deporte en Soule, como en gran parte del País Vasco, está profundamente arraigado en la cultura local y refleja tanto las tradiciones históricas como las influencias modernas. Una de las disciplinas más distintivas es la pelota vasca, que tiene una gran popularidad en la región. La pelota vasca se practica en varios frontones, tanto en su versión más tradicional (mano, paleta) como en otras modalidades más modernas. Maule-Lextarre, como capital de la provincia, es un centro importante para este deporte, y a menudo organiza competiciones locales.
Otro deporte tradicional de Soule es la luze, una variante del rugby, que se jugaba en el pasado y tiene un valor simbólico importante para la identidad de la región. Aunque la luze ya no se practica tanto, sigue siendo un símbolo histórico del deporte vasco.
El rugby moderno ha ganado popularidad en Soule y en otras partes de Iparralde (País Vasco Francés). Los equipos locales de rugby representan una parte importante de la vida comunitaria, y Maule-Lextarre tiene un equipo que compite a nivel regional. El rugby es visto como un deporte que refleja los valores tradicionales de solidaridad y resistencia en la región.
El montañismo y senderismo también son populares debido a la geografía montañosa de Soule. Las rutas de senderismo por los Pirineos y las actividades al aire libre forman parte del estilo de vida de la población, combinando deporte y conexión con la naturaleza.
El deporte en Soule tiene un equilibrio entre la preservación de sus disciplinas tradicionales, como la pelota vasca, y la adopción de deportes más modernos como el rugby, que contribuyen a fortalecer la identidad cultural y la cohesión comunitaria.

### Teatros y cines
En Soule, las actividades culturales están fuertemente influenciadas por su tradición teatral y cinematográfica, destacando especialmente las representaciones populares y el cine local.
1. Teatros y Representaciones Culturales: Soule es particularmente famosa por sus "maskaradak" y "pastorales", dos formas de teatro tradicional vasco que tienen un gran arraigo en la región. Las "maskaradak" son representaciones itinerantes que se llevan a cabo en invierno, donde dos grupos simbolizan diferentes fuerzas de la sociedad. Las pastorales, por otro lado, se celebran en verano y son representaciones teatrales épicas que reflejan la lucha entre el bien y el mal, siempre interpretadas en euskera, atrayendo a un gran número de espectadores.
2. Cines en Soule: El cine Maule-Baïtha en Mauléon es uno de los puntos clave para disfrutar del cine en la región. Proyecta tanto películas populares como producciones locales, siendo un punto de referencia para los cinéfilos del área. Además, en Soule, el cine forma parte de la oferta cultural que complementa las tradicionales festividades, haciendo que tanto el teatro como el cine se mantengan como importantes pilares de la vida social.

Con estas opciones, Soule mantiene viva una rica tradición tanto en el teatro popular como en el cine moderno, proporcionando una variada oferta cultural para sus habitantes y visitantes.

### Turismo
Soule (Zuberoa) cuenta con una gran variedad de lugares turísticos que combinan la belleza natural, la historia y la cultura local. Algunos de los principales atractivos de la región incluyen:
1. Las Gargantas de Kakueta: Las Gargantas de Kakueta, situadas en Sainte-Engrâce, son uno de los puntos turísticos más visitados en Soule. Este impresionante desfiladero ofrece una ruta de senderismo a través de paisajes rocosos, cascadas y pozas de agua cristalina, que culmina en una cueva con una cascada subterránea.
2. Las Gargantas de Holtzarte: Muy cerca de las de Kakueta, las Gargantas de Holtzarte también son espectaculares. Aquí, se encuentra un famoso puente colgante sobre el desfiladero que ofrece vistas panorámicas espectaculares de los valles y montañas circundantes. Es una experiencia popular entre los amantes del senderismo y la naturaleza.
3. Cueva de la Verna: También en Sainte-Engrâce, la Cueva de la Verna es una de las salas subterráneas más grandes del mundo. Los visitantes pueden explorar sus vastas cavernas en visitas guiadas, donde aprenderán sobre la historia geológica del lugar y su descubrimiento.
4. Mauléon-Licharre: La capital de Soule, Mauléon, no solo es famosa por su producción de alpargatas, sino también por su historia. El Castillo de Mauléon, con vistas a la ciudad, es un castillo medieval que data del siglo XII y fue utilizado para vigilar el valle. Además, las callejuelas del casco antiguo invitan a pasear entre casas tradicionales y descubrir el patrimonio arquitectónico de la región.
5. Iglesia de L’Hôpital-Saint-Blaise: Declarada Patrimonio de la Humanidad por la UNESCO, esta iglesia del siglo XII es una joya del románico en el corazón de Soule. De estilo hispano-morisco, es uno de los principales monumentos históricos de la región y destaca por su arquitectura singular.
6. Las Montañas de Arbail: El macizo de Arbail, al oeste de Soule, es una zona perfecta para los amantes de la naturaleza y el senderismo. Sus rutas ofrecen la oportunidad de descubrir dolmenes, túmulos y restos arqueológicos que atestiguan la presencia humana desde tiempos prehistóricos.
7. Pastorales y Maskaradak: Aunque no son un lugar físico, las pastorales y las maskaradak son celebraciones teatrales únicas de Soule que atraen a turistas de todo el País Vasco y más allá. Estas representaciones, que combinan teatro, danza y música, se celebran en los pueblos de la región y ofrecen una inmersión en la cultura vasca más pura.

Estos puntos de interés convierten a Soule en un destino ideal para aquellos que buscan una combinación de naturaleza, historia y cultura tradicional.

### Literatura
Los escritores de Zuberoa representan una rica tradición literaria en este territorio del País Vasco. El autor más antiguo del que se tiene registro es Jakes Bela, nacido en 1586. En ese mismo año también nació uno de los escritores más ilustres de Zuberoa, Arnaud Oihenart, un importante cronista e historiador vasco. Además, en Zuberoa destaca el género pastoril, y en ese sentido se subraya la obra de Pierre Bordazarre como referente clave.

#### Los Clásicos
- Joanes Ezponda (Maule, 1557 - Burdeos, 1595): Teólogo y escritor de gran influencia.
- Jakes Bela (Maule, 1586 - ib., 1667): Figura histórica relevante en la literatura de Zuberoa.
- Arnaud Oihenart (Maule, 1592 - Donapaleu, 1667): Historiador y poeta, fundamental en la preservación de la historia vasca.
- Juan Tartas (Sohüta, 1610 - ?): Otro importante escritor de la tradición clásica.
- Pierre Topet, "Etxahun" (Barkoxe, 1786 - ib., 1862): Famoso poeta pastoril.
- Agosti Xaho (Atharratze, 1811 - Bayona, 1858): Escritor y periodista, precursor del nacionalismo vasco.
- Joan Batista Artxu (Altzürükü, 1811 - La Réole, 1881): Otro destacado autor del siglo XIX.
- Emmanuel Intxauspe (Zunharreta, 1815 - Onizegaine, 1902): Escritor con una extensa obra literaria.
- Jean Dominique Julien Salaberri (Maule, 1873 - ib., 1903): Poeta y escritor local.
- Madeleine Jauregiberri (Aloze, 1884 - Ziboze, 1977): Escritora influyente en la literatura de Zuberoa.

#### Contemporáneos
- Pierre Bordazarre (Iruri, 1908 - Paue, 1979): Famoso por sus contribuciones a la literatura pastoril.
- Marcelin Hegiapal (Sohüta, 1910 - Maule, 1996): Escritor contemporáneo que dejó una profunda huella.
- Gilen Epherre (Altzürükü, 1911 - Bayona, 1974): Autor contemporáneo.
- Junes Casenave (Santa Garazi, 1924 - Lestelle-Bétharram, 2018): Escritor de gran relevancia en la literatura moderna.
- Jon Miranda (París, 1925 - París, 1972): Escritor contemporáneo.
- Txomin Peillen (París, 1932 - Kanbo, 2022): Referente de la literatura vasca del siglo XX.
- Jean Louis Davant (Urrüstoi-Larrabile, 1935): Escritor vivo y activo, reconocido por su aporte literario y cultural.

### Musica
Los músicos de Zuberoa son destacados creadores musicales de este territorio del País Vasco. Aquí algunos de los más importantes:
- Niko Etxart (Altzürükü, 1953-), cantante y uno de los pioneros en fusionar rock con música vasca tradicional.
- Jean-Mixel Bedaxagar (Urdiñarbe, 1953-), conocido por su talento como cantante y flautista.
- Maddi Oihenart (1956-), reconocida cantante con una carrera marcada por la interpretación de música tradicional vasca.
- Mixel Etxekopar (Gotaine-Irabarne, 1963-), músico versátil, con una carrera dedicada a la música tradicional y moderna.
- Amaren Alabak, grupo musical conocido por su interpretación de cantos tradicionales.
- Peio Serbielle, músico con influencias en la música vasca moderna.
- Xiberoots, grupo musical que fusiona música tradicional vasca con géneros modernos como el reggae.

Estos músicos y grupos han sido fundamentales para preservar y modernizar la música de Zuberoa, manteniendo vivas las tradiciones musicales vascas.

### Prensa
En Zuberoa, al ser una región pequeña dentro del País Vasco francés, no hay una gran cantidad de periódicos locales específicos. Sin embargo, se leen varios periódicos en euskera y francés, muchos de ellos compartidos con otras provincias de Iparralde (País Vasco norte), como Labort y Baja Navarra.
Algunos de los periódicos más leídos en la región son:
1. "Sud Ouest": Es uno de los principales diarios en francés que cubre noticias de la región de Nueva Aquitania, donde se encuentra Zuberoa. Ofrece información sobre noticias locales, regionales, nacionales e internacionales.
2. "Mediabask": Es un periódico vasco que cubre noticias de todo Iparralde, incluyendo Zuberoa. Publica tanto en euskera como en francés y se ha convertido en una de las voces más importantes del País Vasco norte.
3. "Herria": Este semanario en euskera cubre las noticias locales de las provincias vascas de Iparralde. Es muy apreciado por la comunidad euskaldun de Zuberoa, ya que incluye secciones dedicadas a la cultura vasca, el deporte y la política.
4. "Le Journal du Pays Basque": Aunque no es específico de Zuberoa, este periódico en francés y euskera se lee también en la región, ya que cubre noticias de todo Iparralde.
5. "Gure Irratia": Aunque es más una emisora de radio que un periódico, su portal en línea también ofrece noticias en euskera y es seguido por muchos zuberotarras.

Además, muchos habitantes de Zuberoa acceden a las noticias a través de medios digitales y blogs que se enfocan en la realidad cultural y social del País Vasco, lo que complementa la oferta de medios impresos y tradicionales.

## Comunas

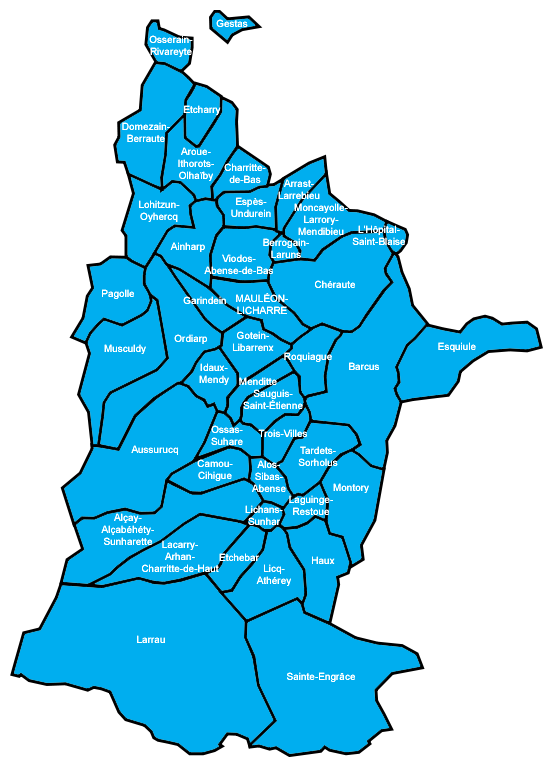
Comunas de Soule.

Municipios y comarcas de Zuberoa. Año:2018

| Comuna                                                                     | Distrito            | Cantón                               | Notas |
| -------------------------------------------------------------------------- | ------------------- | ------------------------------------ | --- |
| Ainharp (Ainharbe en euskera)                                              | Oloron-Sainte-Marie | Montaña Vasca                        | |
| Alçay-Alçabéhéty-Sunharette (Altzai-Altzabeheti-Zunharreta en euskera)     | Oloron-Sainte-Marie | Montaña Vasca                        | |
| Alos-Sibas-Abense (Aloze-Ziboze-Onizegaine en euskera)                     | Oloron-Sainte-Marie | Montaña Vasca                        | |
| Aroue-Ithorots-Olhaïby (Arüe-Ithorrotze-Olhaibi en euskera)                | Bayona              | País de Bidache, Amikuze y Ostibarre | No pertenece a la Communauté de communes de Soule-Xiberoa. |
| Arrast-Larrebieu (Ürrüstoi-Larrabile en euskera)                           | Oloron-Sainte-Marie | Montaña Vasca                        | |
| Aussurucq (Altzürükü en euskera)                                           | Oloron-Sainte-Marie | Montaña Vasca                        | |
| Barcus (Barkoxe en euskera)                                                | Oloron-Sainte-Marie | Montaña Vasca                        | |
| Berrogain-Laruns (Berrogaine-Larüntze en euskera)                          | Oloron-Sainte-Marie | Montaña Vasca                        | |
| Camou-Cihigue (Gamere-Zihiga en euskera)                                   | Oloron-Sainte-Marie | Montaña Vasca                        | |
| Charritte-de-Bas (Sarrikotapea en euskera)                                 | Oloron-Sainte-Marie | Montaña Vasca                        | |
| Chéraute (Sohüta en euskera)                                               | Oloron-Sainte-Marie | Montaña Vasca                        | |
| Domezain-Berraute (Domintxaine-Berroeta en euskera)                        | Bayona              | País de Bidache, Amikuze y Ostibarre | No pertenece a la Communauté de communes de Soule-Xiberoa. |
| Espès-Undurein (Ezpeize-Ündüreiñe en euskera)                              | Oloron-Sainte-Marie | Montaña Vasca                        | |
| Esquiule (Eskiula en euskera, Esquiula en occitano)                        | Oloron-Sainte-Marie | Oloron-Sainte-Marie-1                | Comuna de Bearn durante el Antiguo Régimen. Se la incluye habitualmente en la lista de poblaciones suletinas, al ser su población históricamente vascófona. No pertenece a la Communauté de communes de Soule-Xiberoa. Tampoco ha solicitado su ingreso en los Consejos del País Vasco francés. |
| Etcharry (Etxarri en euskera)                                              | Bayona              | País de Bidache, Amikuze y Ostibarre | No pertenece a la Communauté de communes de Soule-Xiberoa. |
| Etchebar (Etxebarre en euskera)                                            | Oloron-Sainte-Marie | Montaña Vasca                        | |
| Garindein (Garindaine en euskera)                                          | Oloron-Sainte-Marie | Montaña Vasca                        | |
| Gestas (Jeztaze en euskera)                                                | Bayona              | Corazón de Béarne                    | No pertenece a la Communauté de communes de Soule-Xiberoa. |
| Gotein-Libarrenx (Gotaine-Irabarne en euskera)                             | Oloron-Sainte-Marie | Montaña Vasca                        | |
| Haux (Hauze en euskera)                                                    | Oloron-Sainte-Marie | Montaña Vasca                        | |
| Idaux-Mendy (Idauze-Mendi en euskera)                                      | Oloron-Sainte-Marie | Montaña Vasca                        | |
| Lacarry-Arhan-Charritte-de-Haut (Lakarri-Arhane-Sarrikotagaine en euskera) | Oloron-Sainte-Marie | Montaña Vasca                        | |
| Laguinge-Restoue (Liginaga-Astüe en euskera)                               | Oloron-Sainte-Marie | Montaña Vasca                        | |
| Larrau (Larraine en euskera)                                               | Oloron-Sainte-Marie | Montaña Vasca                        | |
| L'Hôpital-Saint-Blaise (Ospitalepea en euskera)                            | Oloron-Sainte-Marie | Montaña Vasca                        | |
| Lichans-Sunhar (Lexantzü-Zünharre en euskera)                              | Oloron-Sainte-Marie | Montaña Vasca                        | |
| Licq-Athérey (Ligi-Atherei en euskera)                                     | Oloron-Sainte-Marie | Montaña Vasca                        | |
| Lohitzun-Oyhercq (Lohitzüne-Oihergi en euskera)                            | Bayona              | País de Bidache, Amikuze y Ostibarre | No pertenece a la Communauté de communes de Soule-Xiberoa. |
| Mauléon (Maule en euskera y Mauléon en francés)                            | Oloron-Sainte-Marie | Montaña Vasca                        | |
| Menditte (Mendikota en euskera)                                            | Oloron-Sainte-Marie | Montaña Vasca                        | |
| Moncayolle-Larrory-Mendibieu (Mitikile-Larrori-Mendibile en euskera)       | Oloron-Sainte-Marie | Montaña Vasca                        | |
| Montory (Montori en euskera)                                               | Oloron-Sainte-Marie | Montaña Vasca                        | |
| Musculdy (Muskildi en euskera)                                             | Oloron-Sainte-Marie | Montaña Vasca                        | |
| Ordiarp (Urdiñarbe en euskera)                                             | Oloron-Sainte-Marie | Montaña Vasca                        | |
| Ossas-Suhare (Ozaze-Zühara en euskera)                                     | Oloron-Sainte-Marie | Montaña Vasca                        | |
| Osserain-Rivareyte (Ozaraine-Erribareita en euskera)                       | Bayona              | País de Bidache, Amikuze y Ostibarre | No pertenece a la Communauté de communes de Soule-Xiberoa. |
| Pagolle (Pagola o Phagola en euskera)                                      | Bayona              | País de Bidache, Amikuze y Ostibarre | No pertenece a la Communauté de communes de Soule-Xiberoa. La frontera entre Baja-Navarra y Soule está situado en medio del pueblo, por lo que Pagolle aparece generalmente en las listas de ambos territorios.                                                                                 |
| Roquiague (Arrokiaga en euskera)                                           | Oloron-Sainte-Marie | Montaña Vasca                        | |
| Santa Engracia (Urdatx en euskera, Sainte-Engrâce en francés)              | Oloron-Sainte-Marie | Montaña Vasca                        | |
| Sauguis-Saint-Étienne (Zalgize-Doneztebe en euskera)                       | Oloron-Sainte-Marie | Montaña Vasca                        | |
| Tardés (Atharratze en euskera, Tardets en francés)                         | Oloron-Sainte-Marie | Montaña Vasca                        | |
| Trois-Villes (Iruri en euskera)                                            | Oloron-Sainte-Marie | Montaña Vasca                        | |
| Viodos-Abense-de-Bas (Bildoze-Onizepea en euskera)                         | Oloron-Sainte-Marie | Montaña Vasca                        | |